# Ossów

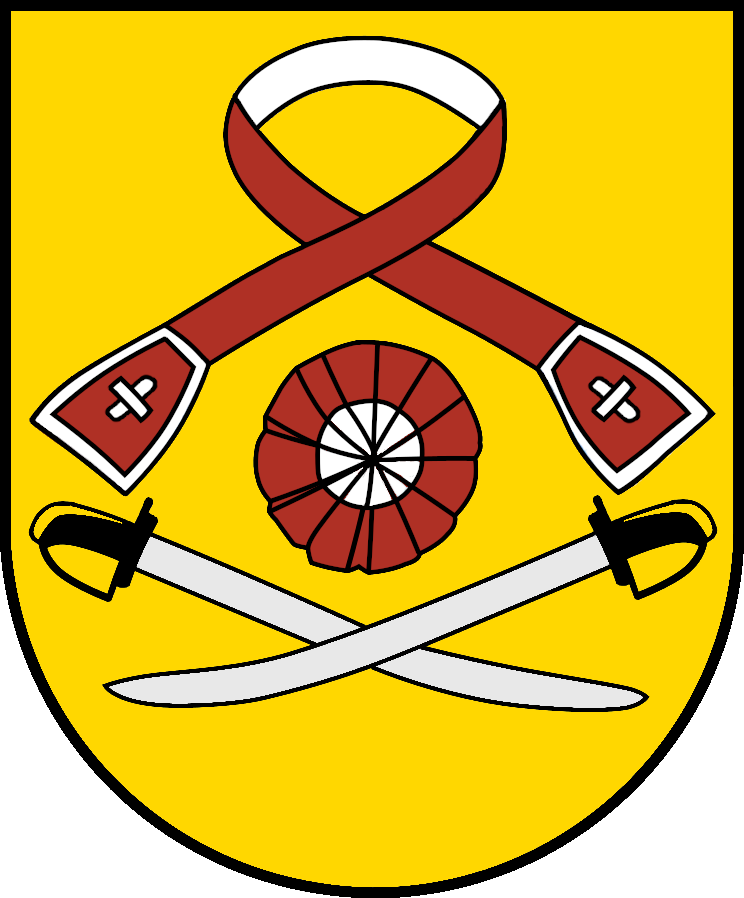
Nieoficjalny herb Ossowa

Ossów – wieś sołecka w Polsce, położona w województwie mazowieckim, w powiecie wołomińskim, w gminie Wołomin. Ma status sołectwa.
Wieś znajduje się na Równinie Wołomińskiej, 22 km od centrum Warszawy. Przepływa przez nią rzeka Długa wraz z dopływem Czarną Strugą. Ciągnie się wzdłuż drogi powiatowej 01134 (Turów – Majdan – Mostówka – granica gminy Wołomin), która w Ossowie nosi nazwę Stanisława Matarewicza.
Wieś znana jest z Bitwy Warszawskiej w czasie wojny polsko-bolszewickiej w 1920 roku.

## Historia
Wieś Ossów powstała na początku XVI wieku, gdy ruch kolonizacyjny objął zacofane dotąd, gęsto zalesione i słabo zaludnione połacie Mazowsza na wschód od Wisły. Wieś szlachecka położona była w 1580 roku w powiecie warszawskim ziemi warszawskiej województwa mazowieckiego. Wieś była współwłasnością Stanisława Czerniakowskiego herbu Łada i wojewody podlaskiego Mikołaja Kiszki (w 1580 roku Czerniakowski sprzedał wieś Kiszce). Ludność Ossowa liczyła wtedy ok. 60 osób, a wieś należała do parafii Kobyłka.
Rozwój wsi został zakłócony w czasie potopu szwedzkiego (1655–1660). Szwedzka załoga Warszawy wyprawiała się wtedy na okoliczne wsie i miasteczka, plądrując je i paląc.
Kolejna wojna dotknęła Ossów w 1702 roku, gdy do Polski wkroczyły wojska szwedzkie króla Karola XII. Szwedzi pomaszerowali na Warszawę drogą przez Wyszków i Radzymin, plądrując wokół całą okolicę.
Podczas powstania kościuszkowskiego w 1794 roku okolice Ossowa także zostały ogarnięte działaniami wojennymi. Ostatnia bitwa powstania na otwartym polu miała miejsce 26 października pod pobliską Kobyłką.
W 1812 roku przez Ossów przemaszerowała część Wielkiej Armii Napoleona, udająca się na Rosję. Jej niedobitki wracały tędy na przedwiośniu 1813 roku. Po upadku cesarza Francuzów Ossów znalazł się w granicach Królestwa Kongresowego.
Wieś Ossów leżała przy drugorzędnej drodze wiodącej z warszawskiej Pragi do Stanisławowa. Była to najważniejsza arteria Królestwa Kongresowego przed powstaniem kolei, tędy bowiem płynął strumień towarów przemysłowych w głąb Rosji. Droga ta miała istotne znaczenie strategiczne w razie wojny, ponieważ prowadziła wprost na Warszawę.

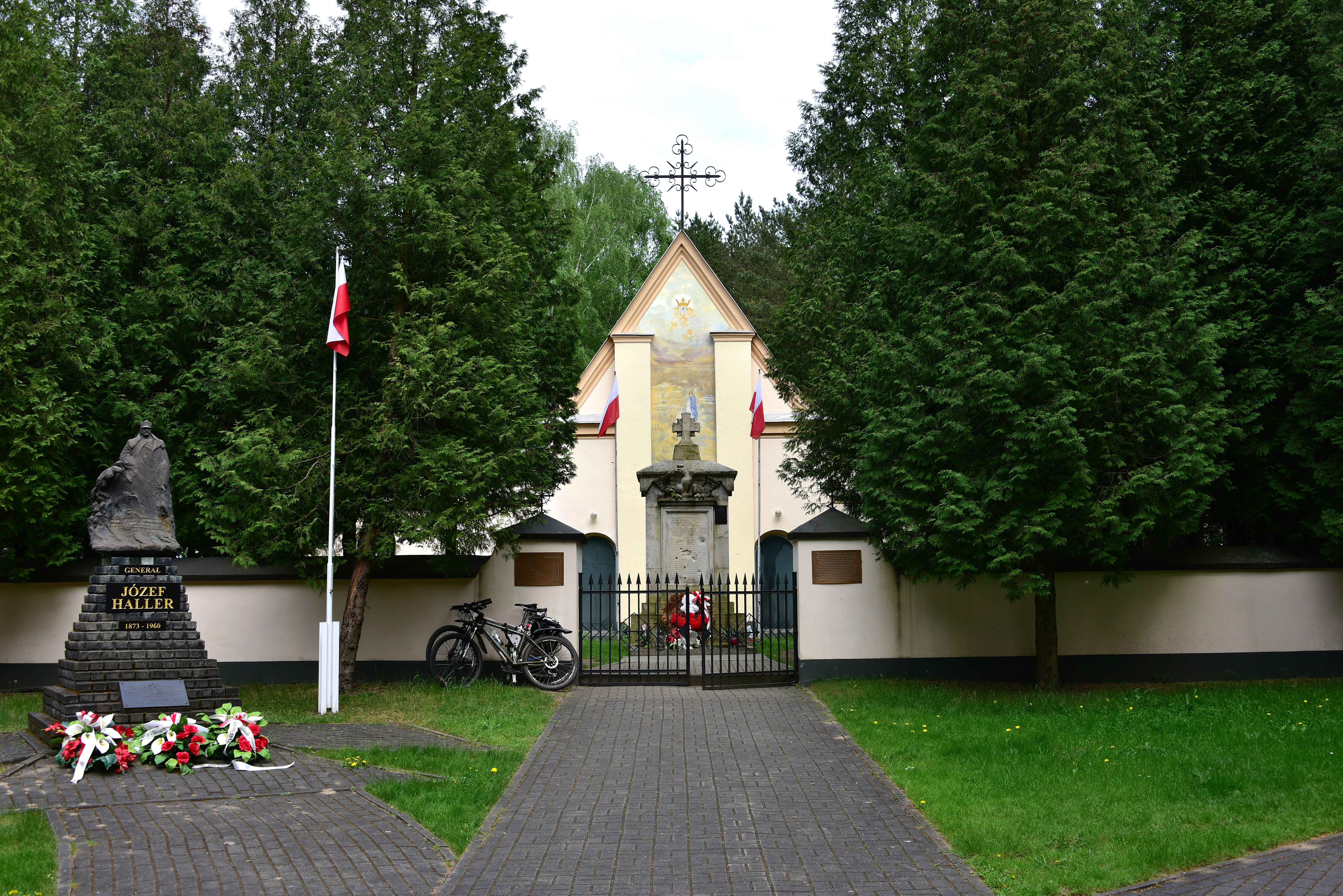
Kaplica i cmentarz Poległych w Bitwie Warszawskiej w Ossowie

Pod koniec XIX wieku Ossów stał się wsią włościańską – długą ulicówką, jaką pozostał do dzisiaj. Wieś liczyła 235 mieszkańców i należała do gminy Ręczaje i do parafii Cygów (dzisiaj parafia ta nosi nazwę Poświętne).
Podczas I wojny światowej działania zbrojne ominęły Ossów.
W dniach 14–15 sierpnia 1920 r. pod Ossowem rozegrała się jedna z bitew znanych jako Bitwa Warszawska. Zakończyła się ona zwycięstwem Polski nad bolszewikami. W bitwie tej zginął Ignacy Skorupka. Walki upamiętnia kaplica, Cmentarz Poległych w Bitwie Warszawskiej, krzyż oznaczający miejsce śmierci kapelana Ignacego Skorupki i jego pomnik, oraz pawilon historyczny.
Podczas kampanii wrześniowej 1939 roku działania zbrojne ominęły Ossów, natomiast w czasie wielkiej bitwy pancernej na przedpolu Warszawy w 1944 r. Ossów znalazł się na samej linii frontu i został w znacznej mierze zniszczony.
W latach powojennych nastąpił szybki rozwój miejscowości. Znaczny wpływ na to miało uruchomienie przystanku kolejowego PKP Ossów (obecnie Kobyłka Ossów) po elektryfikacji linii Warszawa–Tłuszcz (1953) i budowa drogi bitej Warszawa–Wołomin–Tłuszcz (obecnie droga wojewódzka nr 634).
W latach 1954–1968 wieś była siedzibą gromady Ossów, po jej zniesieniu w gromadzie Wołomin. W latach 1975–1998 miejscowość administracyjnie należała do województwa warszawskiego.
17 czerwca 2012 roku w Ossowie w sąsiedztwie parku kulturowego „Ossów Wrota Bitwy Warszawskiej 1920 r.” odsłonięto pomnik-popiersie prezydenta RP Lecha Kaczyńskiego.

## Wydarzenia
Co roku, w połowie sierpnia, we wsi odbywają się uroczyste obchody rocznicy Cudu nad Wisłą. Do Ossowa przybywają rzesze turystów, patriotów oraz zwykłych ludzi, by wziąć udział w uroczystościach upamiętniających wydarzenia 1920 roku. W kaplicy odprawiana jest uroczysta msza, na cmentarzu składane są wieńce. W trakcie obchodów odbywają się Mistrzostwa Polski Formacji Kawaleryjskich organizowane przez Stowarzyszenie Miłośników Kawalerii 1. Pułku Ułanów Krechowieckich, Międzynarodowy Półmaraton Uliczny "Cudu nad Wisłą", rekonstrukcje bitwy warszawskiej oraz festyn.
W kaplicy cmentarnej rokrocznie odbywają się Zloty Młodzieży Diecezji Warszawsko-Praskiej.

## Parafia
Z dniem 15 sierpnia 2007 roku Sławoj Leszek Głódź utworzył w Ossowie parafię i Sanktuarium Matki Bożej Zwycięskiej. Funkcję świątyni parafialnej spełnia kaplica na Cmentarzu Poległych w Bitwie Warszawskiej.

## Placówki oświatowe i kulturalne

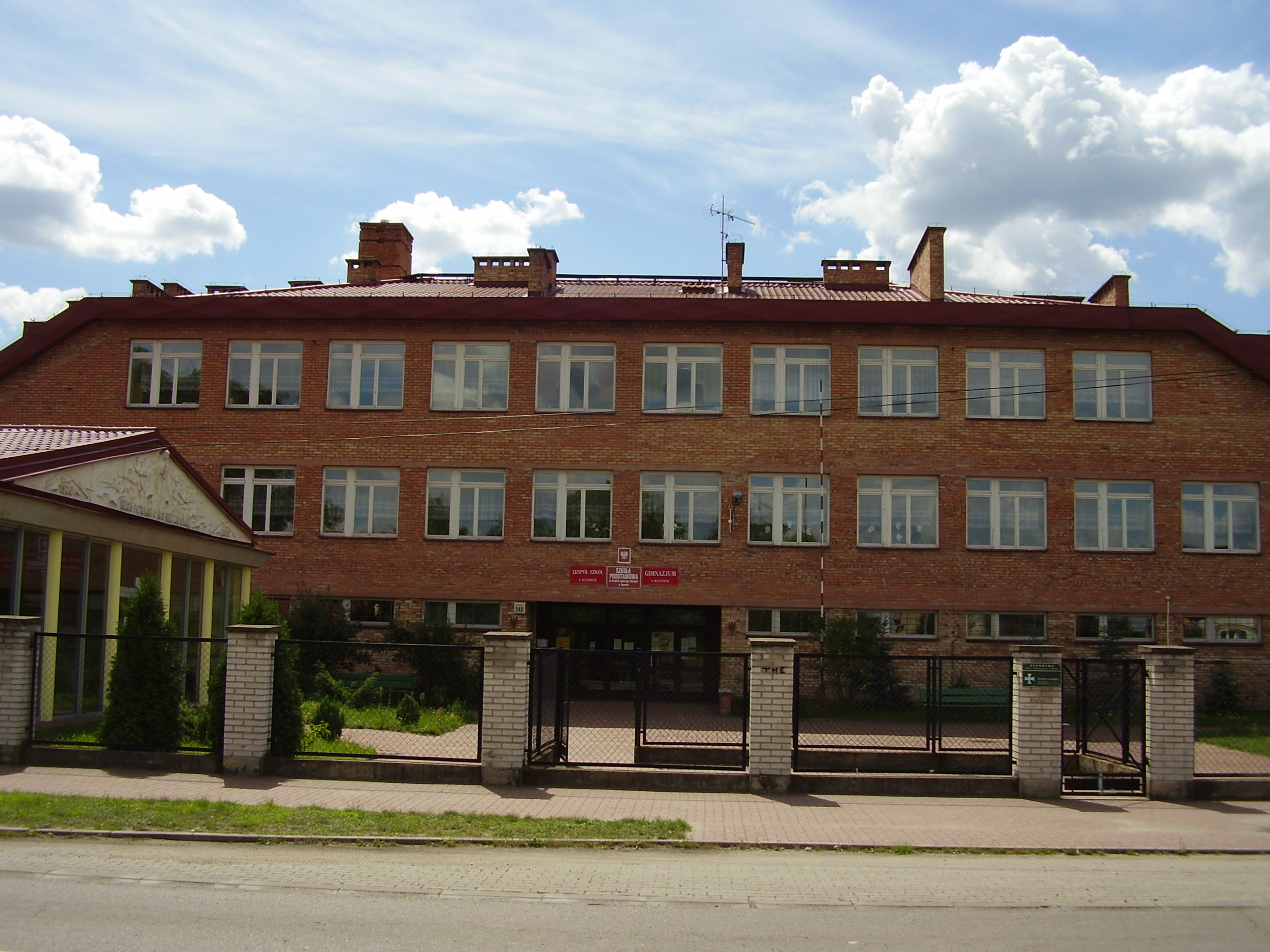
Szkoła podstawowa w Ossowie. Po lewej pawilon historyczny

W Ossowie znajduje się Szkoła Podstawowa im. ks. Ignacego Skorupki. We wsi działa Ochotnicza Straż Pożarna. W Ossowie bitwę warszawską 1920 roku upamiętnia Cmentarz Poległych w Bitwie Warszawskiej z kaplicą, krzyż oznaczający miejsce śmierci Ignacego Skorupki oraz jego pomnik. Przy szkole znajduje się pawilon historyczny, w którym znajdowała się makieta bitwy warszawskiej. Dziś ten budynek pełni funkcję punktu informacyjnego. Znajduje się w nim także mała sala kinowa. Na obrzeżach miejscowości znajduje się także pomnik nagrobny żołnierzy bolszewickich na Polakówej Górce zbudowany w roku 2010.
W sierpniu 2025 oddano do użytku siedzibę Muzeum Bitwy Warszawskiej 1920 roku w Ossowie, na którego terenie stoją dwa Maszty Stulecia - najwyższe maszty flagowe w Polsce.